# ФК Олајбањас Нађканижа
ФК Олајбањас Нађканижа (мађ. Nagykanizsai Olajbányász SE), угашени фудбалски тим из Нађканиже. Клуб је основан 1945. године и наступио је у највишој лиги укупно 4 пута до распуштања 2002. године.

## Историја
Клуб је основан 1945. године у Нађканижи. Првих неколико година у животу нови клуб је имао успешан почетак, сваке године је напредовао по једну лигу. Године 1949. први пут је стигао до највише дивизије, али није успео да се у њој задржи. У наредних 20 година, клуб је скакао напред-назад између Друге и Четврте дивизије. Од средине 70-их сматран је за стабилан друголигашки тим, а затим га је освојио у сезони 1993/94. и могао је да се појави у највишој дивизији по други пут. Тим поново није успео да избори статус и остане у првој лиги. После четири године у другој лиги, успели су поново да се пласирају у највишу дивизију, где је тим могао да остане у првој сезони. Ипак, у квалификационом првенству 2000. завршио је последњи и опростио се од највишег ранга. У наредној сезони, тим је завршио на последњем месту у другој лиги и био је трајно распуштен и спојен са Асоцијацијом железничких фискултурника Нађканиже.

### Наступи у првој лиги
Тим је био у прволигашком рангу 4 пута између 1949 и 2000.
| Сезона   | Позиција  | Сезона   | Позиција  | Сезона   | Позиција  | Сезона | Позиција |
| -------- | --------- | -------- | --------- | -------- | --------- | ------ | -------- |
| 1949/50. | 14. место | 1994/95. | 15. место | 1999/00. | 14. место | 2000.  | 8. место |